# Arrow 3

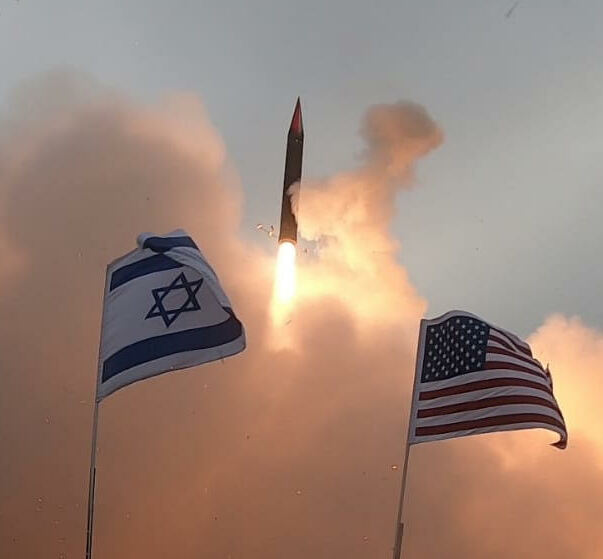
Míssel Arrow 3 entre as bandeiras de Israel e dos Estados Unidos

Arrow 3 ou Hetz 3 (em hebraico:  חֵץ 3) é um míssil antibalístico hipersônico exoatmosférico, financiado, desenvolvido e produzido conjuntamente por Israel e pelos Estados Unidos. Construído pela Israel Aerospace Industries (IAI) e pela Boeing, é supervisionado pelo Ministério da Defesa de Israel e pela Agência de Defesa contra Mísseis dos Estados Unidos. Ele fornece interceptação exoatmosférica de mísseis balísticos (durante a parte de sua trajetória de voo espacial), incluindo mísseis balísticos intercontinentais transportando ogivas nucleares, além de armas químicas, biológicas ou convencionais. Com capacidade de desvio de motor, seu veículo de combate pode mudar drasticamente de direção, permitindo que ele gire para ver os satélites que se aproximam. O alcance de voo do míssil é de até 2,4 mil quilômetros.
Segundo o presidente da Agência Espacial Israelense, o Arrow 3 pode servir como uma arma anti-satélite, o que tornaria Israel um dos poucos países do mundo capazes de destruir satélites em órbita.